# Skylon Tower

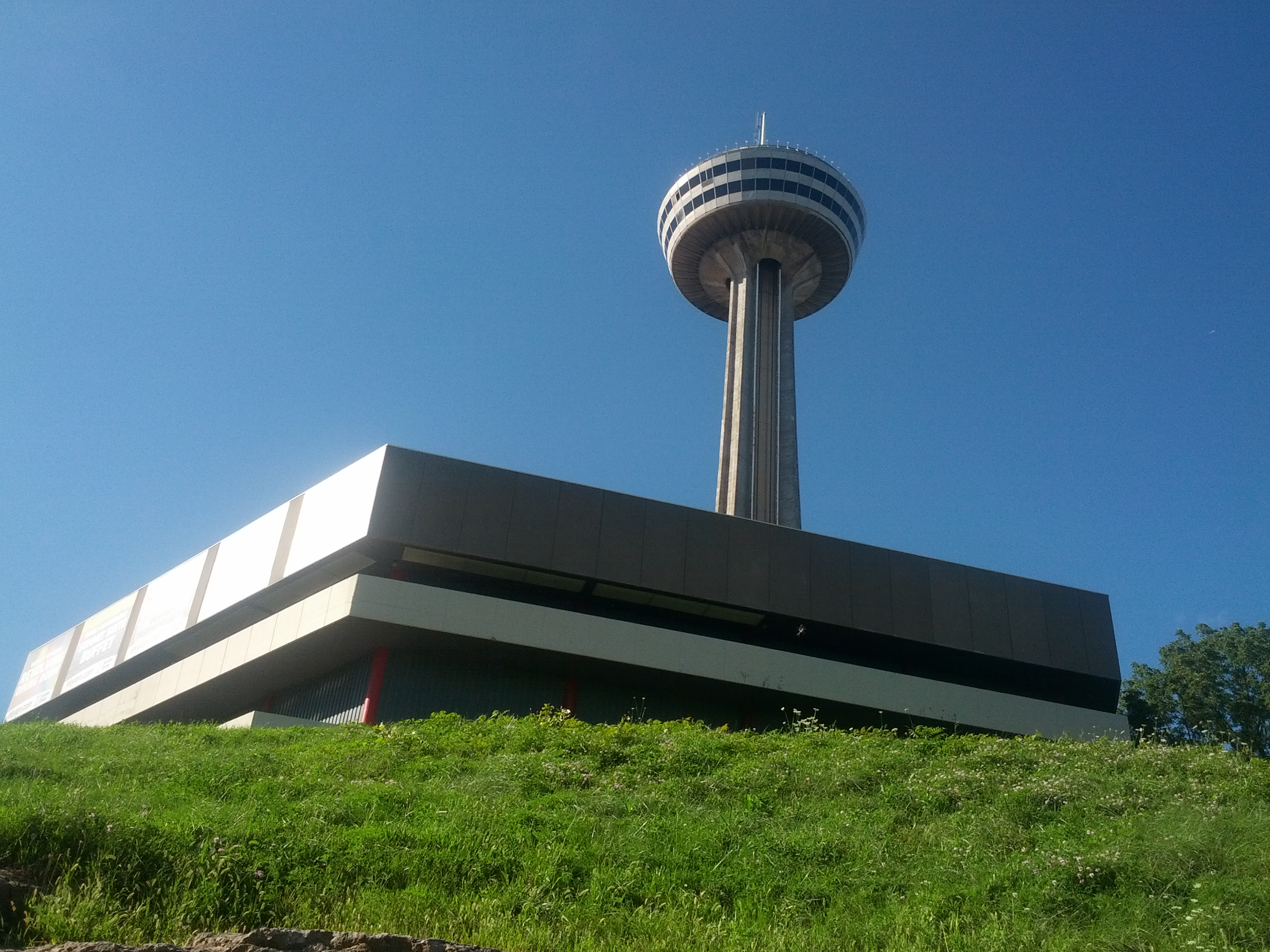
Vista da Skylon Tower.

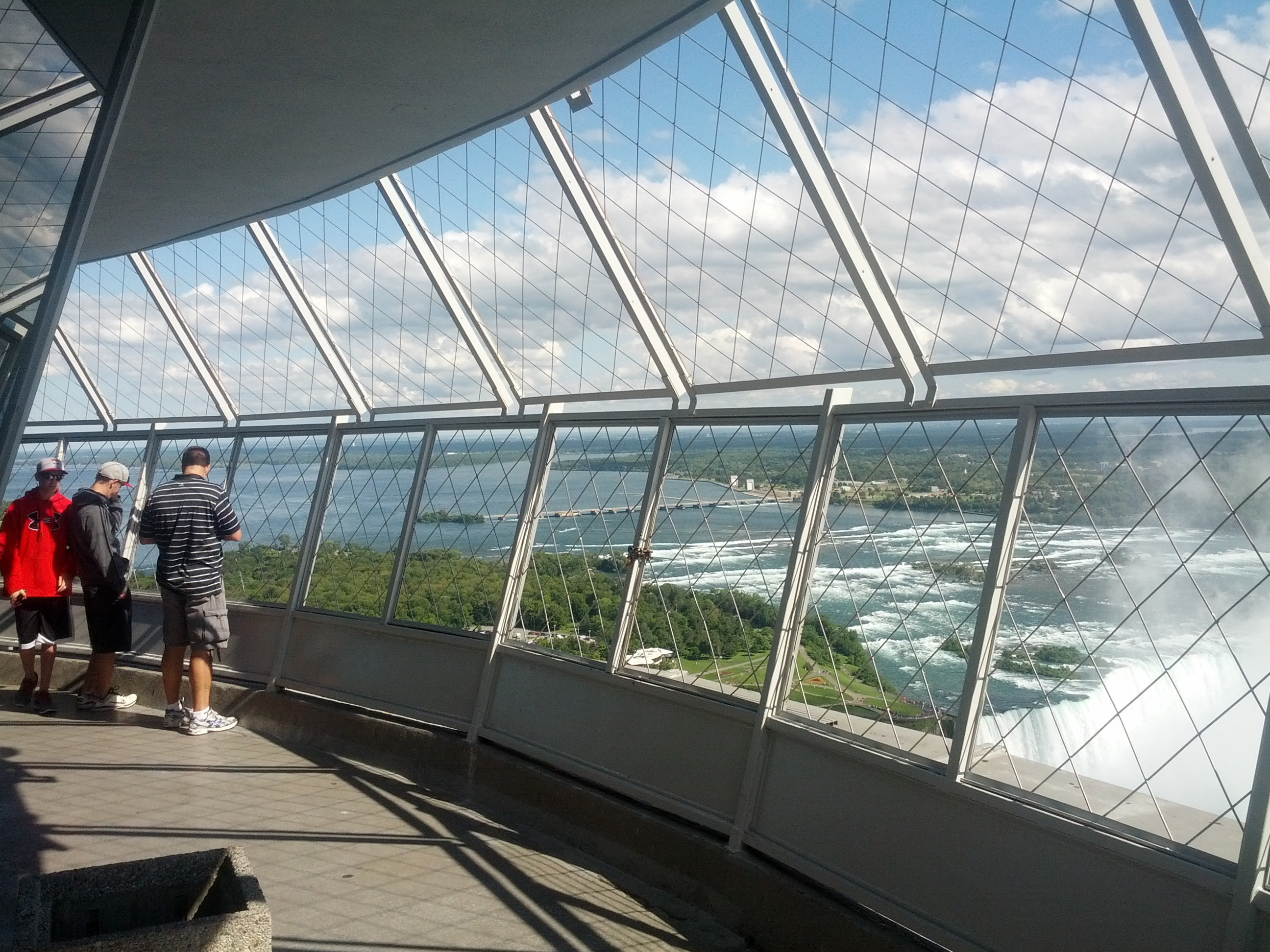
Interior da torre.

Skylon Tower é uma torre localizada em Niagara Falls, Ontario.

Foi inaugurada em 6 de outubro de 1965.